# Felipe Rosas
Felipe Rosas Sánchez (Mexikóváros, 1910. február 5. – 1986. június 17.) mexikói labdarúgó-középpályás. Testvérei voltak Manuel Rosas és Juan Rosas.

## Pályafutása
1930-ban részt vett a válogatottal az első ízben megrendezett világbajnokságon. 
1935-ben megnyerte hazájával a Közép-amerikai és Karibi játékok labdarúgó tornáját.

## Sikerei
- 1-szeres Közép-amerikai és Karibi játékok győztes:
  - Mexikó: 1935